# 730-talet f.Kr.

Den assyriska deportationen av judar ("babyloniska fångenskapen") på 700-talet f.Kr.

## Händelser
- 739 f.Kr. – Hiram II blir kung av Tyros.
- 738 f.Kr. – Kung Tiglath-Pileser III av Assyrien invaderar kungariket Israel och tvingar det att erlägga tribut.
- 734 f.Kr. – Syrakusa grundas under namnet Naxos på Sicilien som en koloni till Chalkis i Euboia (traditionellt datum).
- 733 f.Kr. – Det syrisk-efraimitiska kriget mot Juda rike.
- 732 f.Kr.
  - Hosea blir den siste kungen av Israel.
  - Tiglat-Pileser erövrar Aram-Damaskus.
- 730 f.Kr.
  - Osorkon IV efterträder Sheshonq IV som farao av Egypten.
  - Piye efterträder sin far Kashta som kung av det nubiska kungariket Napata.
  - Mattan II efterträder Hiram II som kung av Tyros.

## Avlidna
- 739 f.Kr. – Rudamun, siste faraon i Egyptens tjugotredje dynasti.